# Груба, Берта
Берта Груба (чеш. Berta Hrubá, 8 апреля 1946, Прага, Чехословакия — 24 июля 1998, Прага, Чехия) — чехословацкая хоккеистка (хоккей на траве), полевой игрок. Серебряный призёр летних Олимпийских игр 1980 года.

## Биография
Берта Груба родилась 8 апреля 1946 года в Праге.
Играла в хоккей на траве за «Славию» из Праги.
В 1980 году вошла в состав женской сборной Чехословакии по хоккею на траве на летних Олимпийских играх в Москве и завоевала серебряную медаль. Играла в поле, провела 5 матчей, мячей не забивала.
Умерла 24 июля 1998 года в Праге.